# مؤسسه پزشکی چاکری ناروئبودیندرا
مؤسسه پزشکی چاکری ناروئبودیندرا (به لاتین: Chakri Naruebodindra Medical Institute) یک بیمارستان در تایلند است که در 119 Soi Sukapibal, Bang Phli District واقع شده‌است.